# My Lovely Man
My Lovely Man (Meu Homem Encantador) é uma canção da banda californiana Red Hot Chili Peppers de seu álbum Blood Sugar Sex Magik. Ela foi escrita por Anthony Kiedis em homenagem ao seu amigo e guitarrista original da banda, o falecido Hillel Slovak, que morreu de overdose em 1988 aos 26 anos. Na letra expressa a tristeza pela morte do amigo, como em "Now and no one can/Ever fill the/The hole you left my man" (Agora e ninguém poderá/Nunca preencher/O buraco que você deixou, meu homem) e o sentimento de amor "Just in case/You never knew/I miss you slim, love you too" (Apenas no caso/De você nunca ter sabido/Sinto tua falta, magrelo, Eu te amo também).

## Créditos
- Flea – baixo
- John Frusciante – guitarras, backing vocals
- Anthony Kiedis – vocal
- Chad Smith – bateria